# Godzisław Baszko

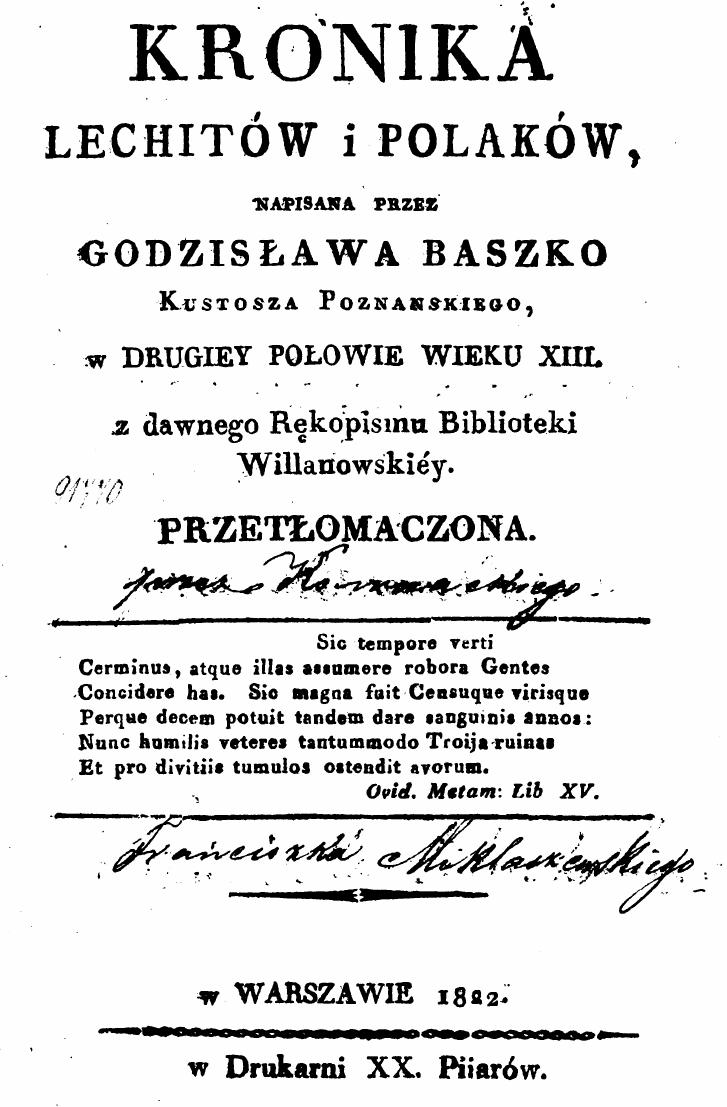
Polskie tłumaczenie Kroniki wielkopolskiej z 1822 roku, w którym jako autor dzieła podany jest Godzisław Baszko.

Godzisław Baszko (łac. Godislaus Basco) – kustosz katedry poznańskiej w XIII wieku, znany z dokumentów z lat 1268–1273 oraz z zapisków w Kronice wielkopolskiej z lat 1257 i 1265. W XVIII i XIX wieku wydawano pod jego imieniem Kronikę wielkopolską, jednak większość współczesnych badaczy odrzuca hipotezę, że był autorem przynajmniej części tekstu tego dzieła.
Nieznane są daty urodzenia ani śmierci Godzisława. Był członkiem kapituły poznańskiej i pełnił funkcję kustosza tamtejszej katedry. Imię Baszko było zapewne polskim zdrobnieniem od Barłomieja. Jego pierwsze imię jest sporne. W jednym z dokumentów występuje jako Gotszalk, stąd część badaczy uważa, że był mieszczaninem niemieckiego pochodzenia.
W tekście Kroniki wielkopolskiej Godzisław pojawia się dwukrotnie w pierwszej osobie – w rozdziale 118, pod rokiem 1257 (ego Basco vidi ferre) oraz w rozdziale 145, pod rokiem 1265 (misrerunt me Godislaum custodem eiusdem ecclesaie Basconem cognomine). Na tej podstawie w XVIII i XIX wieku uznano Godzisława Baszka za drugiego albo też jedynego autora Kroniki wielkopolskiej. Autorstwa Baszka dowodził w XIX wieku między innymi August Mosbach, poparł jego tezy Antoni Małecki, a w XX wieku na Baszka wskazywała Brygida Kürbis.
Pod koniec XX wieku uczeni wykazali, że Baszko nie był autorem Kroniki wielkopolskiej. Nie ma bowiem żadnego dowodu na to, że Baszko żył jeszcze w roku 1295, kiedy to zapisano w Kronice sformułowanie: Przemysła dziś panującego króla. Próby udowodnienia dożycia przez Baszka do koronacji Przemysła II okazały się nieprzekonujące, gdyż nie ma to śladów w dokumentach poznańskich. Wysunięto więc hipotezę, że Baszko wstąpił po roku 1273 do klasztoru franciszkanów w Kaliszu, gdzie kontynuował prace historyczne, ale tego faktu również nie można potwierdzić żadnymi dowodami.
Jak wskazali badacze, w kilku miejscach Kroniki wielkopolskiej wpisano teksty różnych dokumentów in extenso. Najprawdopodobniej więc, zapisany na kartach tego dzieła zwrot w pierwszej osobie (Ja Godzisław zwany Baszkiem, kustosz poznańskiej katedry) przekopiowano bez zmian z jakiejś notatki lub dokumentu Godzisława.